# Republic (Missouri)
Republic – miasto w Stanach Zjednoczonych, w stanie Missouri, w hrabstwie Greene.